# Sinularia loyai
Sinularia loyai är en korallart som beskrevs av Verseveldt och Benayahu 1983. Sinularia loyai ingår i släktet Sinularia och familjen läderkoraller. Inga underarter finns listade i Catalogue of Life.